# Baikal IZH 61
Il Baikal IZH 61 è una carabina ad aria compressa a ripetizione manuale. È di libera vendita in Italia.

## Descrizione generale
Molto leggera e maneggevole è usata soprattutto per il tiro ludico / informale e tiro ai barattoli. Rispetto ad altre marche più blasonate costa di meno, ma presenta anche una qualità costruttiva minore.
Una particolarità dell'arma è la presenza di un piccolo caricatore in plastica che tende a velocizzare l'operazione di ricarica (manuale, tramite l'arretramento di una leva. Il tiro utile, ovvero la distanza a cui il piombino conserva ancora precisione sufficiente, è come per tutte le armi depotenziate di libera vendita di circa 35 - 40 metri.

## Caratteristiche
- È completamente regolabile, dal calcio al grilletto.
- Lo scatto per quanto regolabile è comunque abbastanza ruvido e presenta un peso elevato.
- È una carabina per tiro ludico e informale.
- Ha una forma futuristica anche per i materiali impiegati per la calciatura, non legno di varia qualità, ma polimeri.